# Seydou Doumbia
Seydou Doumbia (Abidjã, 31 de dezembro de 1987) é um ex-futebolista marfinense que atuava como atacante.

## Carreira
Foi artilheiro do Campeonato Russo na temporada 2011/2012 com 28 gols e na temporada 2013/2014 com 18 gols.

## Seleção
Doumbia integrou o elenco da Seleção Marfinense de Futebol, na Copa do Mundo de 2010. Em 2014, embora tivesse sido o artilheiro do Campeonato Russo da temporarada, foi cortado da Copa do Mundo de 2014 pelo técnico da Costa do Marfim sob a justificativa de um histórico de lesões, o que foi constestado pelo jogador.

## Títulos
CSKA Moscou
- Copa da Rússia: 2010–11, 2012–13
- Campeonato Russo: 2012–13, 2013–14
- Supercopa Russa: 2013, 2014

FC Basel
- Campeonato Suíço: 2016–17
- Copa da Suíça: 2016–17

Sporting
- Taça da Liga: 2017–18

Costa do Marfim
- Campeonato Africano das Nações: 2015